# Mesnil-sous-Vienne
Mesnil-sous-Vienne település Franciaországban, Eure megyében. Lakosainak száma 101 fő (2022. január 1.). Mesnil-sous-Vienne Bézu-la-Forêt, Bouchevilliers, Longchamps, Mainneville, Martagny és Neuf-Marché községekkel határos.

## Népesség
A település népességének változása:
| Lakosok száma | 87   | 62   | 83   | 124  | 123  | 118  | 110  | 102  | 99   | 101  |
|               | 1968 | 1982 | 1990 | 2006 | 2013 | 2015 | 2017 | 2019 | 2020 | 2022 |